# Бродак, Молли
Молли Бродак (англ. Molly Brodak, 29 марта 1980, Детройт, Мичиган — 8 марта 2020) — американская поэтесса, писательница и пекарь. Она была автором сборника стихов «A Little Middle of the Night» (University of Iowa Press, 2010) и мемуаров «Bandit» (Grove Press, 2016). Газета Atlanta Journal and Constitution описала «Бандита» как «книгу об историях и характерах, о том, как события и действия формируют нашу индивидуальность, как отец становится одним человеком, а дочь вырастает другим». Газета The New York Times назвала «Бандита» «хорошей книгой, и на то есть веские причины», а Kirkus Reviews назвал её «умными, тревожными и глубоко честными мемуарами».

## Карьера
В репортаже на радиостанции NPR «All Things Considered» Бродак описала этический процесс в книге «Бандит», в котором подробно передала свой опыт дочери неоднократного преступника, грабившего банки в Детройте, штат Мичиган: «В каждой семье есть тьма и тяжесть, о которых люди предпочитают не говорить. И когда вы решаете стать тем человеком, который прольёт свет на тёмные семейные тайны, вас порой могут воспринимать как предателя». Отрывок из «Бандита» был включён в список «Лучшее американское необязательное чтение» 2016 года (англ. Best American Nonrequired Reading 2016). В 2018 году она получила стипендию NEA за прозу.
Стихи Бродак широко публиковались, в том числе в Granta, Poetry, Fence, Map Literary, NY Tyrant, Diode, New Orleans Review, Ninth Letter, Colorado Review, Bateau и Hayden’s Ferry Review. Её стихотворение «Иисус» вдохновило Lingua Ignota на создание песни «I WHO BEND THE TALL GRASSES».
Её сборник «Шифр» (англ. The Cipher) получил премию редакторов издательства Pleiades Press 2019 года и был опубликован в 2020 году.
Бродак также была основательницей Kookie House, кулинарного блога об уникальных печеньях и тортах. В 2017 году она стала финалисткой The Great American Baking Show.

## Смерть
Бродак умерла 8 марта 2020 года. По данным The New York Times, её муж Блейк Батлер назвал причиной смерти самоубийство с помощью огнестрельного оружия. Молли с детства боролась с депрессией.